# Kraljevo Royal Crowns 2022
Questa voce raccoglie le informazioni riguardanti i Kraljevo Royal Crowns nelle competizioni ufficiali della stagione 2022.

## Druga Liga 2022

### Stagione regolare
| 2022 1ª giornata | Mladenovac Forestlanders | 12 – 0 | Kraljevo Royal Crowns |  |

| 2022 2ª giornata | Kraljevo Royal Crowns | 6 – 26 | Bucharest Rebels |  |

| 2022 3ª giornata | Klek Knights | 33 – 0 | Kraljevo Royal Crowns |  |

## Statistiche di squadra
| Competizione      | %Vittorie | In casa | In casa | In casa | In casa | In casa | In casa | In trasferta | In trasferta | In trasferta | In trasferta | In trasferta | In trasferta | Totale | Totale | Totale | Totale | Totale | Totale |
| Competizione      | %Vittorie | G       | V       | N       | P       | Pf      | Ps      | G            | V            | N            | P            | Pf           | Ps           | G      | V      | N      | P      | Pf     | Ps     |
| ----------------- | --------- | ------- | ------- | ------- | ------- | ------- | ------- | ------------ | ------------ | ------------ | ------------ | ------------ | ------------ | ------ | ------ | ------ | ------ | ------ | ------ |
| Stagione regolare | .000      | 1       | 0       | 0       | 1       | 6       | 26      | 2            | 0            | 0            | 2            | 0            | 45           | 3      | 0      | 0      | 3      | 6      | 73     |
| Totale            | .000      | 1       | 0       | 0       | 1       | 6       | 26      | 2            | 0            | 0            | 2            | 0            | 45           | 3      | 0      | 0      | 3      | 6      | 73     |